# George Washington De Long
George Washington De Long, o DeLong (New York, 22 agosto 1844 – Siberia, 31 ottobre 1881) è stato un navigatore ed esploratore statunitense.
Morì nell'Artico siberiano nel tentativo di raggiungere il Polo nord via mare, attraverso lo Stretto di Bering.

## Biografia
De Long frequentò la United States Naval Academy a Newport, Rhode Island. L'8 giugno 1879, con il sostegno di James Gordon Bennett Jr., proprietario del New York Herald, e sotto l'egida della US Navy, salpò da San Francisco (California) sulla nave a vapore USS Jeannette diretto verso la penisola dei Ciukci con lo scopo di raggiungere il Polo nord attraverso lo Stretto di Bering. Prima della partenza, la spedizione ricevette l'incarico di rintracciare la spedizione polare svedese di Adolf Erik Nordenskiöld a bordo della Vega, nonostante non ci fossero particolari motivi per ritenerla in pericolo. Il ritardo dovuto a questa operazione aggiuntiva, che avrebbe rubato tempo prezioso alla limitata estate artica, infastidì particolarmente De Long, che protestò formalmente, all'oscuro del fatto che l'operazione fu suggerita alla US Navy dallo stesso Bennett.
La nave rimase intrappolata nel ghiaccio e alla fine fu schiacciata e affondò (il 13 giugno 1881, a 77° di latitudine nord e 155° di longitudine est, circa 800 km a nord della foce del Lena). De Long e il suo equipaggio abbandonarono la nave e partirono per la Siberia su tre piccole imbarcazioni. In mare aperto si separarono a causa di una burrasca. Della barca comandata da Charles W. Chipp si perse traccia e non fu mai più ritrovata. L'imbarcazione di De Long raggiunse terra nella parte settentrionale del delta della Lena, ma solo due uomini sopravvissero. La terza, sotto il comando dell'ingegnere capo George W. Melville raggiunse la parte sudorientale del delta della Lena e gli uomini furono tratti in salvo da marinai jakuti. De Long morì d'inedia nella capanna di Mat Vay (Sacha-Jacuzia). Melville ritornò lì un anno più tardi e trovò i corpi di De Long e del suo equipaggio. De Long e cinque dei suoi uomini sono sepolti al Woodlawn Cemetery nel Bronx (a New York).
Oltre a raccogliere dati scientifici e su specie animali, De Long aveva scoperto e rivendicato per gli Stati Uniti tre delle isole De Long (Jannette, Henrietta e Bennet) tra maggio e giugno del 1881.

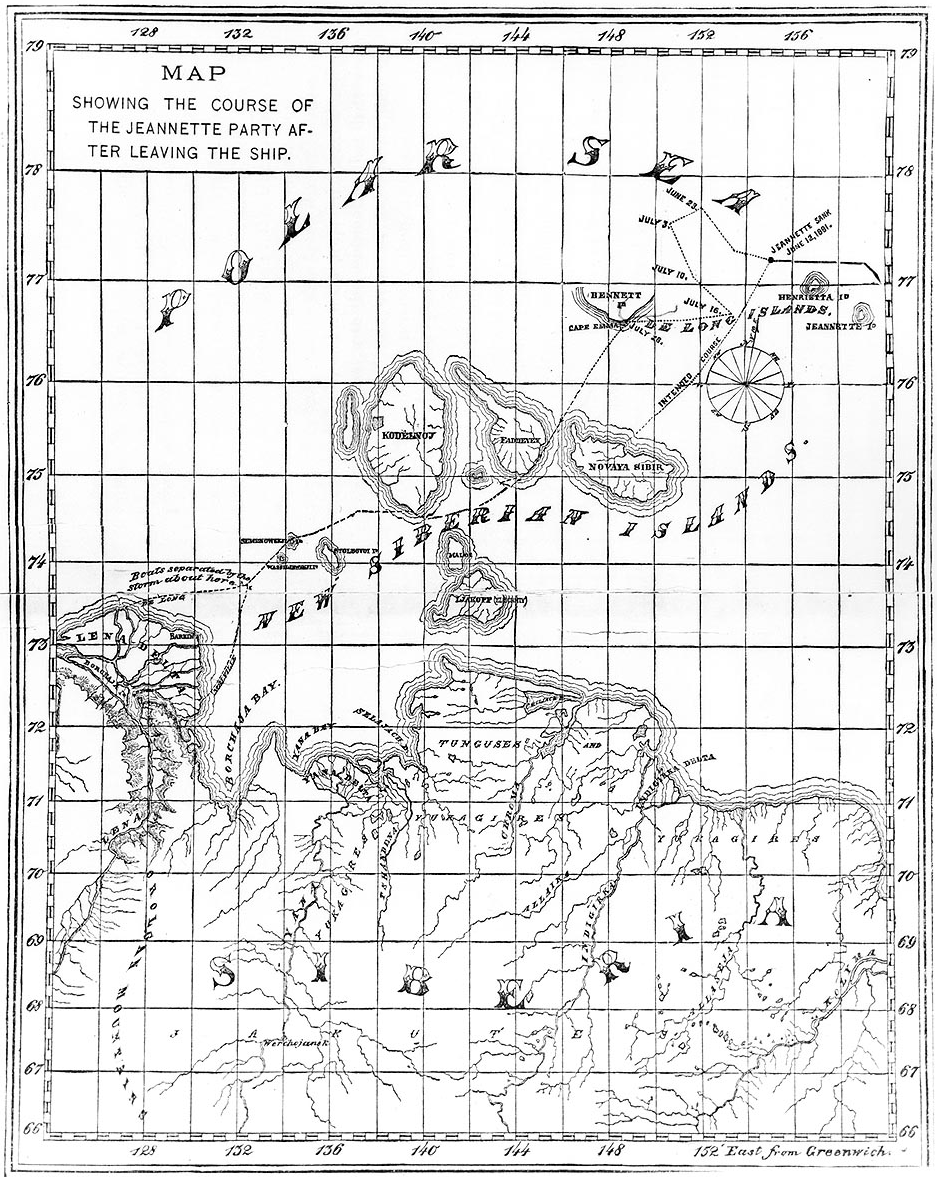
Il cammino dall'equipaggio della USS Jeannette dal 12 giugno 1881, quando abbandonarono la nave, al 19 settembre 1881.

## Luoghi a lui dedicati
- Isole De Long, gruppo che fa parte dell'arcipelago delle isole della Nuova Siberia.
- Due navi della marina degli Stati Uniti sono state chiamate USS DeLong in suo onore.
- Monti De Long[6], nel nord-ovest dell'Alaska (Borough di North Slope), 68°25′N 161°40′W.
- Stretto di De Long (in russo Пролив Лонга, Proliv Longa), che separa l'isola di Wrangel dalla terraferma.
- Nel 1890, è stato eretto un monumento di granito e marmo alla memoria di George W. De Long e dell'equipaggio della USS Jeannette nell'Accademia navale di Annapolis.

## Galleria d'immagini

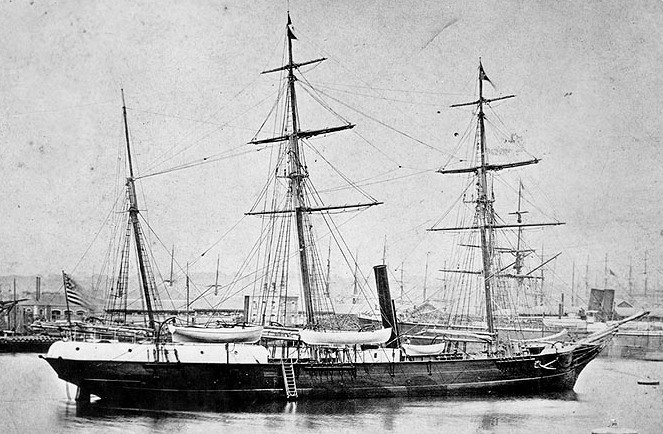
La USS Jannette
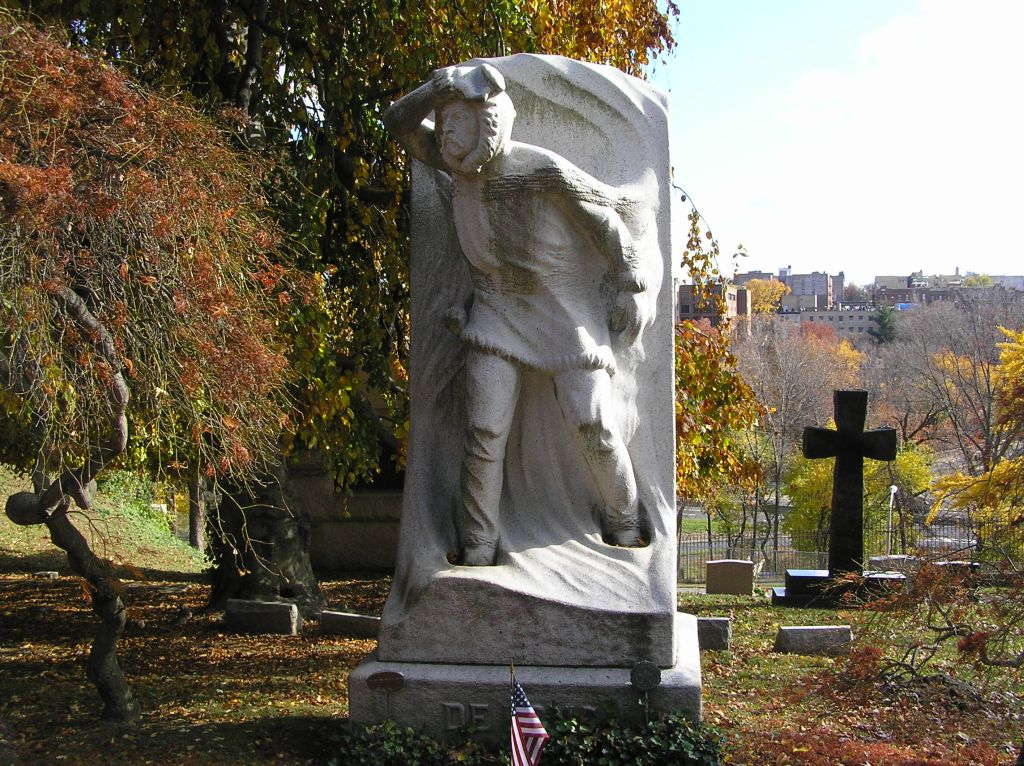
La tomba di DeLong al Woodlawn Cemetery, nel Bronx.